# Хохольская (станция)
Хохольская — тупиковая железнодорожная станция однопутной неэлектрифицированной линии Ведуга — Хохольская, соединена со станцией Ведуга в северном направлении. Станция относится к Лискинскому региону Юго-Восточной железной дороги. Расположена в непосредственной близости от пгт Хохольский Хохольского района Воронежской области.
Пригородное и пассажирское сообщение отсутствует

## Грузовая работа
Станция открыта для грузовой работы.

## Подъездные пути к станции
Имеется участок длиной 5 км в южном направлении, пролегающий по пгт Хохольский с ответвлениями к предприятиям. Среди них Хохольская нефтебаза, Сахарный завод, Элеватор\Хлебоприемник, предприятие строительной промышленности.